# Acraea antinorii
Acraea antinorii är en fjärilsart som beskrevs av Charles Oberthür 1880. Acraea antinorii ingår i släktet Acraea och familjen praktfjärilar. Inga underarter finns listade i Catalogue of Life.